# Жијово
Жијово или Кучке планине је планински масив у источном делу Црне горе, уз границу са Албанијом. Чини планинску везу са масивом Проклетија, који овде има крајњу западну границу.
Проклетије и Жијово раздвајају долине две река, нарочито ако се Жијово посматра у ширем смислу, са Црном планином и Магличем као његовим делом. То су реке Врмоша и Цијевна. Врмоша настаје од неколико потока међу Комовима и Магличем, низводно више пута мења име (Грнчар, Ључа) док не утекне у Плавско језеро, одакле истиче као Лим. Цијевна се улива у Морачу ниже од Подгорице. Слив и токови ових река оивичавају простор са севера, па преко истока до југа масива.
У оквиру Кучких планина могућа је унутрашња подела, јер се на северу долином Веруше и Мокрог одвајају Маглич (2 142 m) и Црна планина (1 984 m), које се могу третирати као посебне планине или једна одвојена планина, са Магличем као највишим врхом. Посебно су одвојени и врхови Вила (2 093 m) и Криситор (2 024 m), који у ширем смислу припадају масиву Жијова. Највиши врх Сурдуп (2 184 m) некада се третира као посебна планина. Планински простор Жијова, означен на већини карата, обухвата врхове Сурдуп, Штитан, Пасјак, Трескавац на западу и околне врхове првог венца јужно од Букумирског језера. Такође обухвата јужни део масива, који са запада делом засеца Трепетљиков до, само делимично одвајајући тај простор од Шиле, Жијова и Смојана у централном делу до издвојеног али и планински везаног Криситора на југоистоку.
Због чињенице да је читаво планинско подручје насељено Кучијем, оно се назива и Кучка крајина. Највиши врх у целом региону је Кучки Ком (2487 m). Поједини аутори Жијово сматрају најзападнијим масивом Проклетија.